# Поцо (Кремона)
Поцо је насеље у Италији у округу Кремона, региону Ломбардија.
Према процени из 2011. у насељу је живело 59 становника. Насеље се налази на надморској висини од 80 м.